# Église Saint-Julien d'Ath
L'église Saint-Julien est un édifice religieux catholique sis au cœur de la ville d'Ath, en Belgique. Une église construite au début du XVe siècle est plusieurs fois endommagée par des calamités naturelles et chaque fois reconstruite. L’édifice actuel date du début du XIXe siècle. L’église est paroisse catholique principale de la ville d'Ath. 

## Histoire
Dès 1076 - avant le développement de la ville d'Ath - une église consacrée à saint Julien de Brioude existe dans le village tout proche du Vieux Ath.  
Cette église est transférée à partir de 1394 dans l'enceinte fortifiée de la ville, sur un terrain donné - en partie - par Jacques de Séjournet, échevin et sur 13,5 masures de bourgeois appartenant au Comte de Hainaut. Les travaux sont entamés en 1395 et l'édifice est ouvert au culte en 1404. Consécration avec dédicace ont lieu le 7 juillet 1415. La haute tour-clocher quant à elle n'est terminée qu'en 1462. Une flèche, culminant à plus de 90 mètres du sol, l'achève en 1464.  
La foudre frappe l'édifice en 1612, 1705 et 1791. Une autre tempête l'endommage en 1799. Sous la Révolution française l'église est utilisée comme Temple de la Loi.

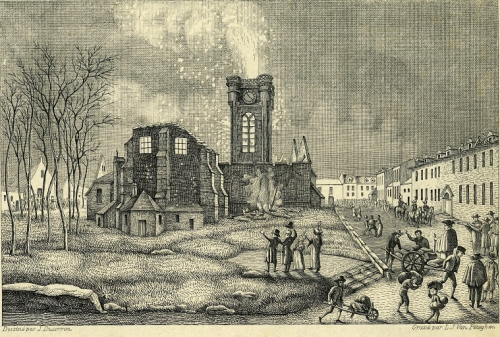
L’église en proie aux flammes (1817)

Le 10 avril 1817, la foudre frappe la flèche et provoque un incendie qui ravage l'ensemble de l'édifice. Seuls la tour, le portail d'entrée et le chevet ont pu être conservés, ainsi que la chapelle dite « de la bonne mort » (XVIe siècle). 
Entre 1819 à 1822, l'édifice est reconstruit dans le style néo-classique sur les plans de l'orfèvre et sculpteur athois Gabriel Florent, qui s'improvise architecte. La tour est restaurée de 1846 à 1854 sous la direction des architectes Aimable Désiré Limbourg et Jean-Baptiste Mottrie. La flèche n'est pas reconstruite.  
Nouvel incendie en 1951: l'édifice doit subir d'importants travaux, les voûtes s'étant effondrées. l'église est rendue au culte lors de la Ducasse d'Ath de 1953.
De 1982 à 1984, sont effectués divers, notamment sur la balustrade néo-gothique de la tour. L'église fait l'objet de travaux de peinture en 1994 et la verrière de la façade est remplacée en 1996.
Le 8 janvier 2001, un nouvel incendie oblige à refaire les peintures et restaurer les tableaux. En 2004, 600e anniversaire de l'ouverture au culte, le rez-de-chaussée de la tour est remis à neuf et la chapelle de la Bonne Mort est mise en valeur.

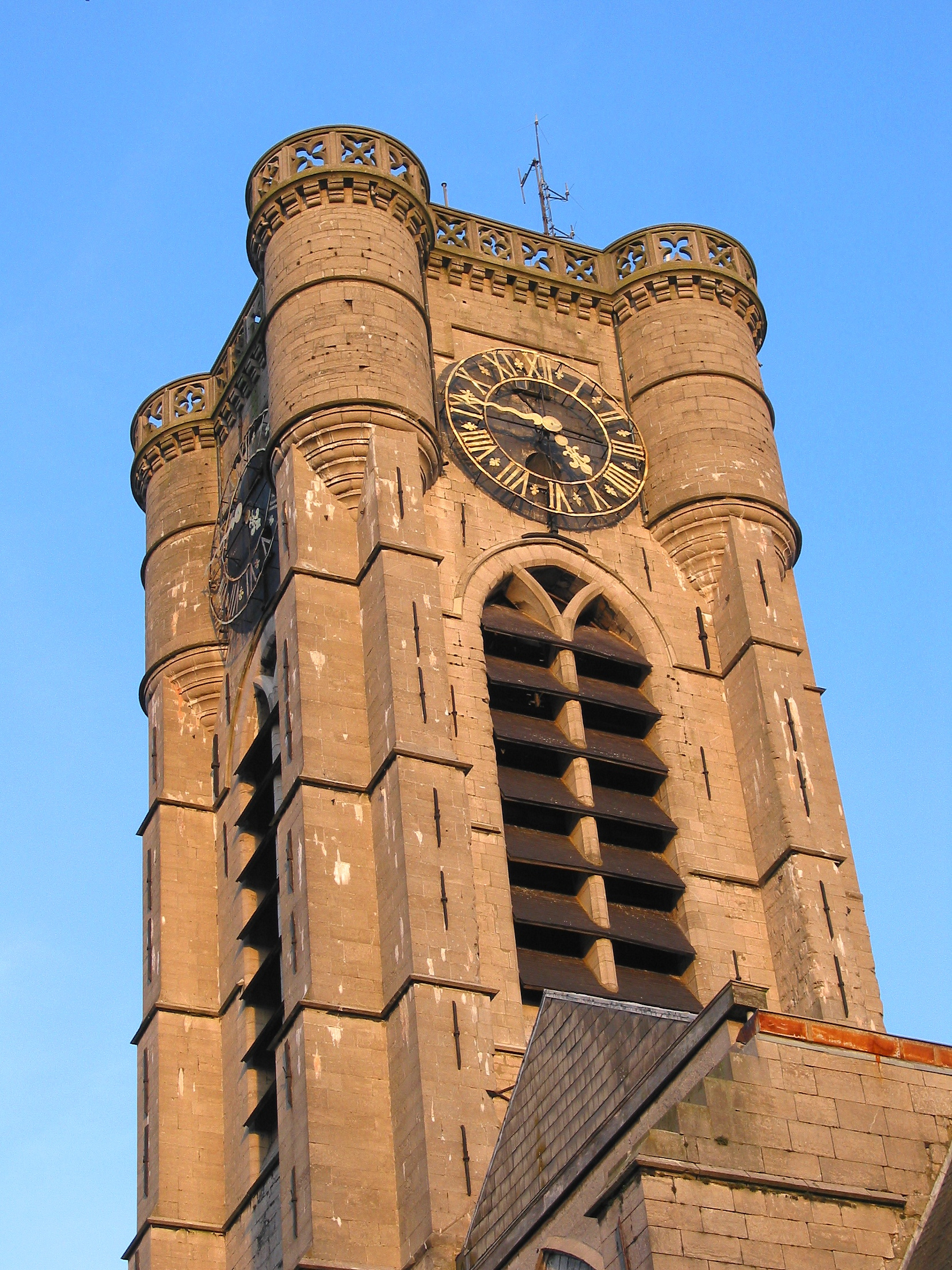
Détail du clocher-tour où se trouve le carillon

## Description

### Le bâtiment
Après l'incendie de 1817, l'église Saint-Julien est restaurée avec l'appui financier du roi Guillaume des Pays-Bas. Elle se présente alors comme un monument en austère style néo-classique. On conserve cependant de l'église primitive, la tour, le portail et les murs extérieurs du chevet du chœur. L’intérieur évoque un temple grec aux colonnes d'inspiration corinthienne qui séparent la nef des bas-côtés. 

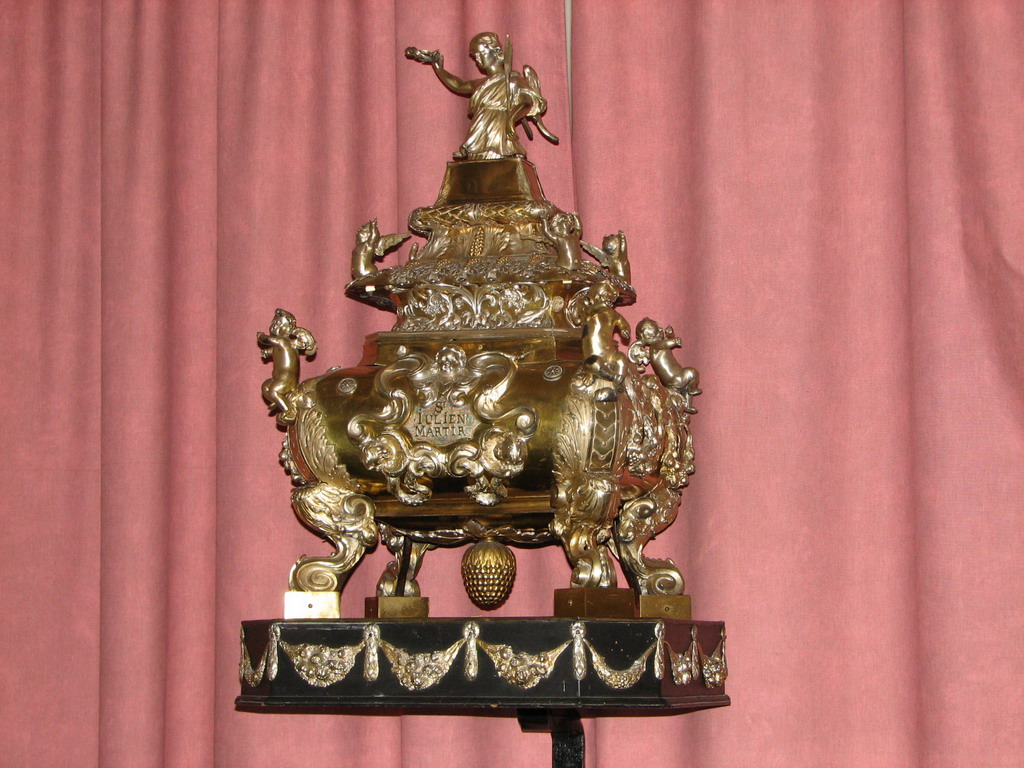
Reliquaire de saint Julien de Brioude

### Patrimoine
- Plusieurs toiles du peintre athois Julien Ducorron et de Lambert Mathieu (1804-1861).
- Les stalles et le chemin de croix sont l’œuvre du sculpteur bruxellois Jean-François Malfait.

Une chaire de vérité néo-classique et diverses sculptures forment le mobilier religieux avec le lutrin en laiton datant de 1723. 
- Le reliquaire de saint Julien de Brioude date du XVIIIe siècle.
- La présence d'un carillon est attestée en 1481. Un certain Jean Godefroid y joue en 1486. En 1520, il compte une douzaine de cloches. Détruit en 1817, il est reconstitué et inauguré le 23 août 1953. Une seule cloche est préservée, fondue par G. Witlock en 1714. Doté de 43 cloches, il est complété en 1981 et en 2000, pour porter le nombre de cloches à 49. Des concerts de carillon sont organisés chaque été. Depuis 1994, l'Académie de musique d'Ath dispense des cours de carillonneurs.

## Sources